# Thomas Våland
Thomas Våland er en norsk fodboldspiller, der spiller for den norkse klub, Randaberg IL. 
Han skrev kontrakt med Sandnes Ulf d. 16. august 2011. Han forlod klubben Brodd, efter at have spillet 22 kampe og scoret ti mål. 